# Fédération interalliée des anciens combattants
La Fédération interalliée des anciens combattants (FIDAC) a été créée à Paris le 28 novembre 1920 à l'initiative des anciens combattants de la Première Guerre mondiale, prédominant pacifistes, comme Hubert Aubert, Directeur Général des Services de l'Union nationale des combattants (UNC) en France, et notamment Charles Bertrand, secrétaire général de l'UNC et député du Parlement français. Ils ont eu l’idée de grouper des associations des vétérans créées après la fin de la Première Guerre mondiale dans les différents pays alliés dans une fédération internationale dont le but était de promouvoir la paix, de renforcer l’esprit de fraternité initiée sur le champ de bataille et d’aider les blessés, handicapés, veufs, orphelins de guerre, anciens combattants et aussi de commémorer les héros tombés au combat. Charles Bertrand, secrétaire général et futur président de l'UNC en France, est devenu ainsi le premier président de la FIDAC (1920-1924).

## Histoire
Au congrès constitutif du 28 novembre 1920, ont adhéré à FIDAC des associations de vétérans originaires de France (six associations, dont l'Union nationale des combattants et l'Union fédérale des associations françaises d'anciens combattants), de Belgique (Fédération nationale des combattants), de Royaume-Uni (British Empire Service League, puis British Legion), États-Unis (American Legion), Roumanie (l'Union nationale des anciens combattants), Tchécoslovaquie (l'Association Druzina), Italie et Serbie. Par la suite, ont adhéré à FIDAC des associations d'anciens combattants de Pologne (en 1923) et du Portugal (en 1927).
FIDAC a été fondée sur le principe de la neutralité politique et religieuse et exclu dès le début la possibilité d'adhésion des associations d'anciens pays ennemis. Par la suite, il y avait des propositions pour la fédération d'inclure les organisations d'anciens combattants d'Allemagne, d'Autriche, de Bulgarie et d'autres anciens pays ennemis. Les propositions ont été rejetées car cela impliquerait non seulement un changement de statut, mais également le nom de la FIDAC, qui était déjà devenue un symbole d'unité. Au lieu de cela, on a été décidé d'établir des contacts annuels avec les associations des vétérans des anciens pays ennemis afin de discuter des problèmes de la paix mondiale et de créer un comité permanent (le Comité international permanent) représentant la FIDAC et d'autres organisations comme la Conférence internationale des associations des mutilés de guerre et anciens combattants (CIAMAC) chargée de prendre les dispositions nécessaires pour habiliter ces contacts.
Active entre 1920 et 1940, cette fédération inclut en 1925 une branche de femmes (FIDAC Auxiliaire) qui promouvait la correspondance et l'échange mutuel d'étudiants de pays alliés.
La première présidente de la FIDAC Auxiliaire depuis sa création en 1925 a été Augusta Spencer-Churchill (Warburton) du Royaume-Uni, connue sous le nom de Lady Edward Spencer-Churchill (du nom de son mari, Lord Edward Spencer-Churchill). D'autres personnalités de l'époque la suivit à la présidence de la FIDAC Auxiliaire: à partir de 1928, Adalin Wright Macauley (États-Unis), de 1929 la princesse Alexandrine Cantacuzène de la Roumanie, puis la princesse Marie-Louise de Merode de Belgique, connue sous le nom de princesse Jean de Merode (d'après le nom de son mari),, Mrs. Joseph H. Thomson (États-Unis) (1936 - 1937) et autres. La princesse Alexandrine Cantacuzène de Roumanie, qui a initié et promu des échanges mutuels d'étudiants pour éduquer les jeunes dans un esprit de pacifisme (programme finalement adopté au Congrès FIDAC en 1929), a été réélue présidente de la FIDAC Auxiliaire en 1938.
Après sa fondation, FIDAC a organisé son premier congrès à Paris en 1921, où a été lancée l’idée d’élever un Mémorial aux forces alliées. Au Congrès de Rome en 1925, la colline de Cointe à Liège, Belgique, fut choisie comme site de ce Mémorial. Les travaux ont débuté en 1928 et se sont achevés en 1938. Le Mémorial est constitué de l'église du Sacré-Cœur comme édifice religieux et d'une tour comme monument civil. Le Mémorial civil comprend de nombreux monuments offerts par les nations alliées: France, Italie, Royaume-Uni, Roumanie, Grèce, Pologne, Russie et Espagne. Ces monuments sont situés à la fois à l'extérieur (sur l'esplanade) et à l'intérieur de la tour votive.

## Les Congrès FIDAC
Les congrès de la FIDAC organisés entre 1920 et 1938 étaient :
- 1921 - Paris (France)

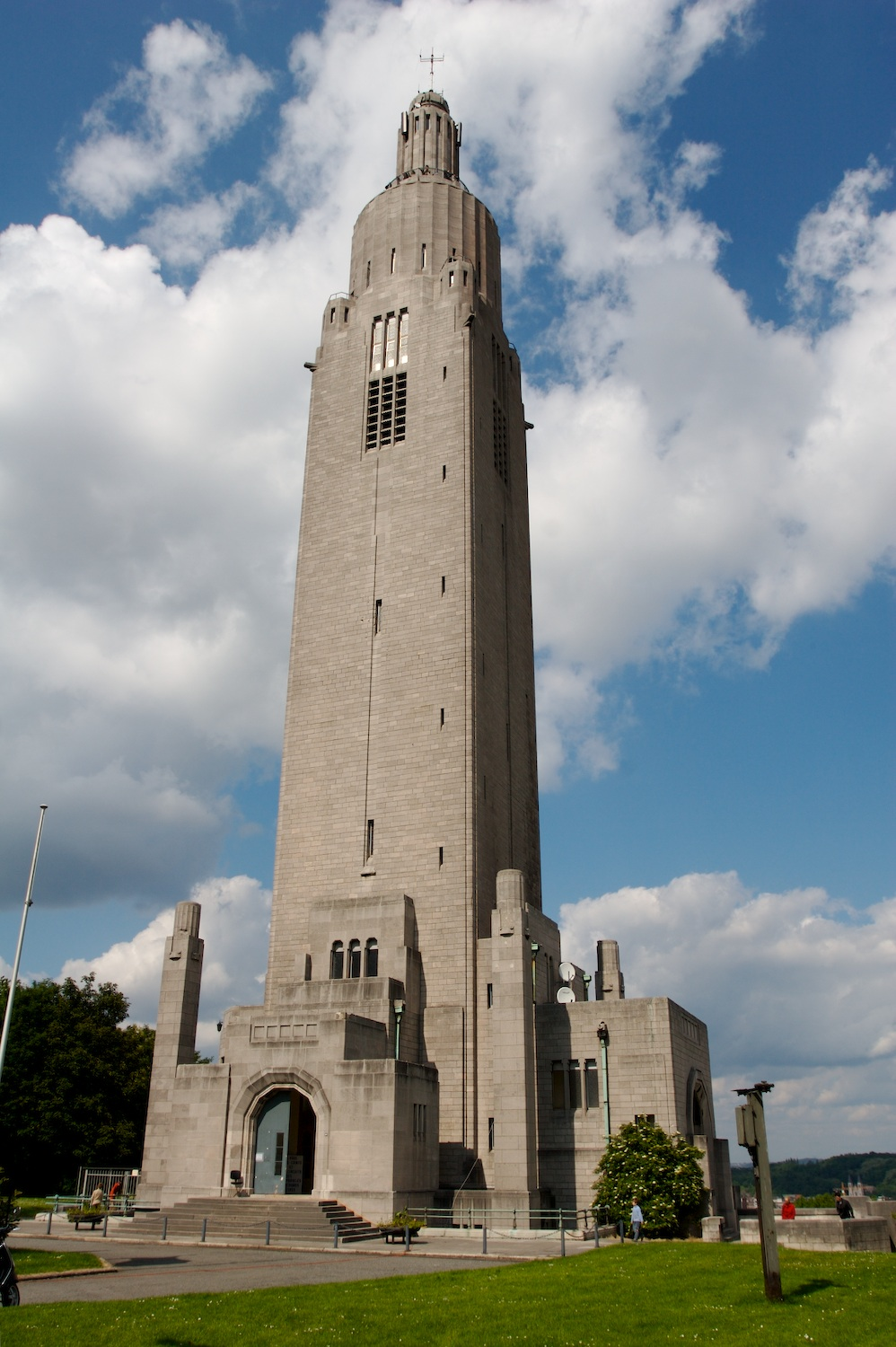
Tour du Mémorial Interallié - colline de Cointe, Liège, Belgique

- 1922 - La Nouvelle-Orléans (États-Unis)
- 1923 - Bruxelles (Belgique)
- 1924 - Londres (Royaume-Uni)
- 1925 - Rome (Italie)
- 1926 - Varsovie (Pologne)
- 1927 - Londres (Royaume-Uni)
- 1928 - Bucarest (Roumanie)
- 1929 - Belgrade (Yougoslavie)
- 1930 - Washington (États-Unis)
- 1931 - Prague (Tchécoslovaquie)
- 1932 - Lisbonne (Portugal)
- 1933 - Casablanca / Rabat (Maroc)
- 1934 - Londres (Royaume-Uni)
- 1935 - Bruxelles (Belgique)
- 1936 - Varsovie (Pologne)
- 1937 - Paris (France)
- 1938 - Bucarest (Roumanie) (25 septembre - 2 octobre 1938)

Le déclenchement de la Seconde Guerre mondiale, à la suite de l’invasion de la Pologne le 1er septembre 1939, entraîna l’annulation du Congrès prévue pour la fin de 1939. Les réunions du Conseil de direction de la FIDAC se sont poursuivies au siège à Paris, la dernière d'entre elles ayant eu lieu en mars 1940. Quelques semaines plus tard, la France était envahie par les forces de l'Axe et l'existence de la FIDAC prenait fin.

## Les présidents de la FIDAC
Le président de la FIDAC était élu à chaque congrès annuel.
Après Charles Bertrand, premier président de la FIDAC (1920-1924), les suivants ont été élus présidents :
- le colonel Thomas W. Miller (États-Unis) 1924-1925 ;
- le lieutenant-colonel George R. Crosfield (d) (Royaume-Uni) 1925-1926 ;
- Marcel Héraud (France) 1926-1927 ;
- Comm. Nicola Sansanelli (it) (Italie) 1927-1928 ;
- Achille Reisdorff (d) (Belgique) 1928-1929 ;
- le lieutenant-colonel Fred W. Abbot (Royaume-Uni) 1929-1930 ;
- le lieutenant-colonel Milan G. Radosavljević (Yougoslavie) 1930-1931 ;
- le commandant Edward L. White (États-Unis) 1931-1932 ;
- le général Roman Górecki (pl) (Pologne) 1932-1933;
- le professeur Victor Cădere (Roumanie) 1933-1934;
- Jean Desbons (France) 1934-1935, et d'autres[8].

Chaque pays était représenté au Conseil de direction par un vice-président élu par sa Section nationale.
Malheureusement, la fédération n'a pas survécu à la Seconde Guerre mondiale.
Son activité a été poursuivie par la Fédération Mondiale des Anciens Combattants (FMAC), créée après la fin de la Seconde Guerre mondiale, en 1950, aussi à Paris, et ayant la devise : « Nulle voix n’est plus qualifiée pour s’élever en faveur de la paix que celle des hommes qui ont combattu dans les guerres ».